# Mao : l'histoire inconnue
Mao : l'histoire inconnue est une biographie publiée en 2005 du chef de file communiste chinois Mao Zedong (1893-1976), écrite par Jung Chang, écrivaine d’origine chinoise installée au Royaume-Uni, et l'historien Jon Halliday. Mao y est dépeint comme étant responsable de plus de morts qu'Adolf Hitler ou Joseph Staline.
Dans le cadre de leurs travaux de recherche pour le livre au cours d'une décennie, les auteurs ont interrogé des centaines de personnes qui étaient proches de Mao Zedong à un certain moment de sa vie, utilisé des mémoires récemment publiés de personnalités politiques chinoises, et exploré les archives nouvellement ouvertes en Chine et en Russie. Chang elle-même a vécu la tourmente de la révolution culturelle, qu'elle a décrit dans son livre précédent, Les Cygnes sauvages.
Si le livre devint rapidement un succès de librairie en Europe et en Amérique du Nord, les comptes rendus émanant de sinologues professionnels furent, dans l'ensemble, plus critiques.

## Accueil critique
Le professeur sino-australien Mobo Gao a mis en doute le chiffre, avancé par Jung et Halliday, de 38 millions de personnes mortes de faim pendant le Grand Bond en avant. Dans son compte rendu du livre The Battle for China's Past: Mao and the Cultural Revolution, Jason Lee résume ainsi les différents arguments présentés par Mobo Gao :
- il n’y a jamais eu de recensement assez fiable pour permettre d’obtenir des chiffres exacts ;
- il est difficile de savoir si certaines victimes pendant le Grand Bond en avant sont mortes de faim ou prématurément des suites des épreuves subies ;
- certaines estimations tentant d’établir le chiffre de la population « disparue » sur la base des taux normaux de mortalité et de natalité, ont très probablement incorporé des millions de gens qui ne sont même pas nés ; en employant des méthodes douteuses, on produit des chiffres « irréalistes et gonflés » ;
- les catastrophes naturelles (inondations – les pires du siècle – et sécheresses) qui ont frappé la Chine n’ont pas été prises en considération comme facteur ayant causé la famine.

Si le chiffre de Jung et Halliday était exact, un Chinois sur 20 serait mort de faim pendant cette période, une mortalité telle que les autorités n’auraient pas pu la dissimuler.
La critique du livre de Chang et Halliday a donné lieu en 2010 à la publication d'un ouvrage collectif rassemblant, sous le titre Was Mao Really a Monster? The Academic Response to Chang and Halliday's Mao: The Unknown Story, 14 critiques publiées par des universitaires dans diverses revues. Selon le compte rendu de Was Mao Really a Monster?, publié dans la revue Pacific Affairs en 2011 sous la plume de Charles W. Hayford, le directeur de l'ouvrage collectif, dans son introduction, relate tout d'abord la genèse du livre de Chang et Halliday et l'accueil favorable qu'il reçut au départ. Il note ensuite que la plupart des commentaires émanant de professionnels ont été négatifs et mettent en doute l'affirmation que Mao est responsable de la mort de plus de 70 millions de morts en temps de paix, l'origine de ce chiffre étant vague et les preuves justificatives peu solides.
Dans Jade and Plastic, paru initialement dans la revue London Review of Books, Andrew J. Nathan déclare que nombre des « histoires inconnues » sur Mao sont suspectes, que certaines proviennent de « sources qu'on ne peut vérifier », que d'autres « relèvent de la spéculation pure et simple », d'autres encore « reposent sur des présomptions » et que certaines enfin sont « fausses ». Pour Nathan, Chang et Halliday sont comme des pies, tout élément un peu clinquant est bon à prendre, quelle qu'en soit l'origine et la fiabilité, le jade comme le plastique se combinent pour former un portrait possible mais non plausible de Mao.
Dans Mao and The Da Vinci Code: Conspiracy, Narrative and History, paru tout d'abord dans la revue Pacific Review, David S. G. Goodman (en) explique que le livre Mao: The Unknown Story est de l'histoire pour le grand public, qu'il appartient à un genre qui ne suit pas les règles normales de l'engagement universitaire, qu'il ne possède pas d'introduction ni de conclusion où discuter de point de vue, de théorie et de méthodologie. La narration prime l'argumentation et exclut le désaccord ou les explications autres, la supposition remplace la preuve, les références isolées se substituent au dialogue soutenu avec les chercheurs.
Le professeur Thomas Bernstein de l'université Columbia à New York qualifie le livre de « catastrophe insigne pour le domaine des études sur la Chine contemporaine » car « la recherche y est mise au service de l'assassinat de la réputation de Mao, aboutissant à un extraordinaire foisonnement de citations hors de contexte, à la déformation des faits et à la mise sous le boisseau d'une bonne part de ce qui fait de Mao un dirigeant complexe, tiraillé de contradictions et aux multiples facettes ».
Le sinologue Philippe Paquet considère que le portrait de Mao Zedong comme monstre sanguinaire attira sur ses auteurs « les foudres non seulement des nostalgiques du maoïsme, mais aussi d’une partie de l’establishment universitaire qu’indigna un procès instruit exclusivement à charge ».